# Henna Virkkunen

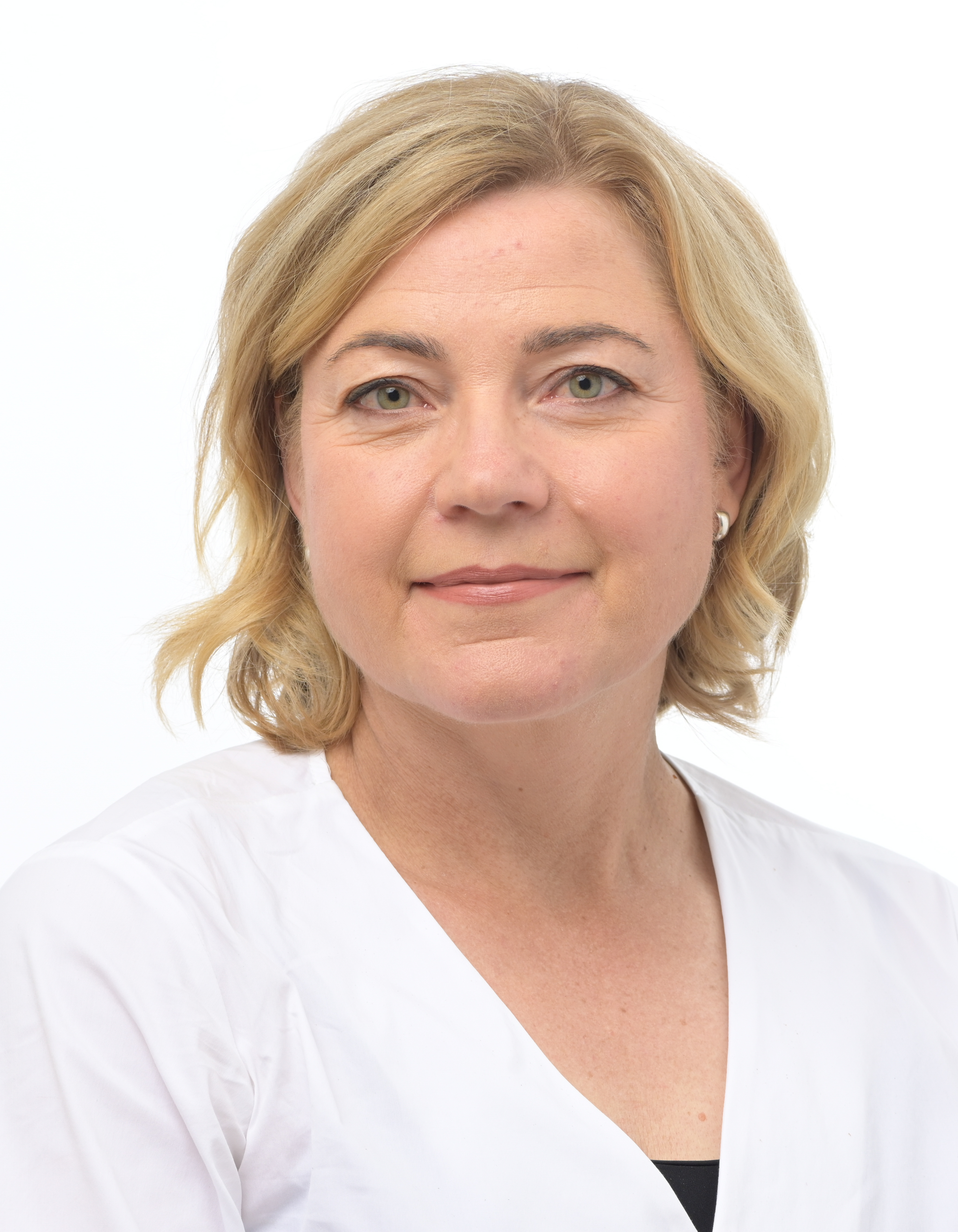
Henna Virkkunen (2024)

Henna Virkkunen (* 4. Juni 1972 in Joutsa) ist eine finnische Politikerin der Nationalen Sammlungspartei. Seit 2024 ist sie Vizepräsidentin der Europäischen Kommission für Technische Souveränität, Sicherheit und Demokratie sowie Kommissarin für Digitale- und Grenztechnologien in der Kommission von der Leyen II. Zuvor war sie von 2014 bis 2024 Mitglied des Europäischen Parlaments.

## Politische Karriere
Von 2008 bis 2011 war Virkkunen Bildungsministerin in den Kabinetten Vanhanen II und Kiviniemi. Im Kabinett Katainen war sie von 2011 bis 2014 Ministerin für Öffentliche Verwaltung und Kommunale Selbstverwaltung. Ab Juli 2014 war sie Abgeordnete im Europäischen Parlament. Dort war sie Mitglied im Ausschuss für Industrie, Forschung und Energie und in der Delegation für die Beziehungen zu Südafrika. Im Zuge ihrer Ernennung zur EU-Kommissarin legte sie ihr Mandat am 30. November 2024 nieder. Für sie rückte Sirpa Pietikäinen ins Europaparlament nach.
Im Juli 2024 wurde sie von der finnischen Regierung als EU-Kommissarin für die Kommission von der Leyen II nominiert. Von der Leyen schlug sie im September 2024 für das Amt der Exekutiven Vizepräsidentin für Technische Souveränität, Sicherheit und Demokratie sowie Kommissarin für Digitale- und Grenztechnologien vor. Virkkunen trat das Amt am 1. Dezember 2024 an.